# Anelaphus nanus
Anelaphus nanus là một loài bọ cánh cứng trong họ Cerambycidae.